# Heinrich Gelzer (Romanist)
Heinrich Johann Eduard Gelzer (* 29. Januar 1883 in Jena; † 9. Februar 1945 in Jena) war ein Schweizer Romanist, der in Deutschland lehrte.

## Leben und Werk
Gelzer, Enkel von Johann Heinrich Gelzer und Sohn des Historikers und Byzantinisten Heinrich Gelzer sowie von Clara Gelzer-Thurneysen (1858–1919), promovierte 1908 bei Gustav Gröber in Straßburg mit einer Einleitung zu einer kritischen Ausgabe des altfranzösischen Yderromans (Halle a. S. 1908) und war ab 1913 Dozent, ab 1918 außerordentlicher und ab 1928 ordentlicher Professor für Romanische Philologie in Jena. Er starb bei einem Bombenangriff in der Jenaer Universitätsbibliothek.
Seit 1901 war er Mitglied der Burschenschaft Arminia auf dem Burgkeller Jena.

## Weitere Werke
- (Hrsg.) Der altfranzösische Yderroman, Halle a. S. 1913
- Nature. Zum Einfluss der Scholastik auf den altfranzösischen Roman, Halle a. S. 1917 (Heinrich Morf gewidmet)
- Guy de Maupassant, Heidelberg 1926
- Altfranzösisches Lesebuch. Mit ausführlichem Glossar, hrsg. von Arthur Franz, Heidelberg 1953